# العرقة (بكيل المير)

تعديل مصدري - تعديل

العرقة هي إحدى قرى عزلة فاس بمديرية بكيل المير التابعة لمحافظة حجة، بلغ تعداد سكانها 174 نسمة حسب تعداد اليمن لعام 2004.